# Collection II
Misfits II è la terza raccolta del gruppo punk The Misfits, pubblicata nel 1995.

## Tracce
Tutte le canzoni sono composte da Glenn Danzig
1. We Are 138 - 1:41
2. Attitude - 1:30
3. Cough/Cool - 2:16
4. Last Caress - 2:00
5. Return of the Fly - 1:36
6. Children in Heat - 2:07
7. Rat Fink - 1:52
8. Horror Hotel - 1:27
9. Halloween - 1:52
10. Halloween II - 2:13
11. Hate Breeders - 2:45
12. Braineaters - 0:59
13. Nike a Go Go - 2:15
14. Devil's Whorehouse - 1:48
15. Mephisto Waltz - 1:45
16. We Bite - 1:15
17. Queen Wasp - 1:32
18. Demonomania - 0:44
19. Hellhound - 1:15
20. Bloodfeast - 2:31